# Жузеп Клара
Жузеп Клара́-і-Аятс (кат. Josep Clarà i Ayats; 16 грудня 1878, Улот — 4 листопада 1958, Барселона) — іспанський (каталонський) скульптор.

## Біографія

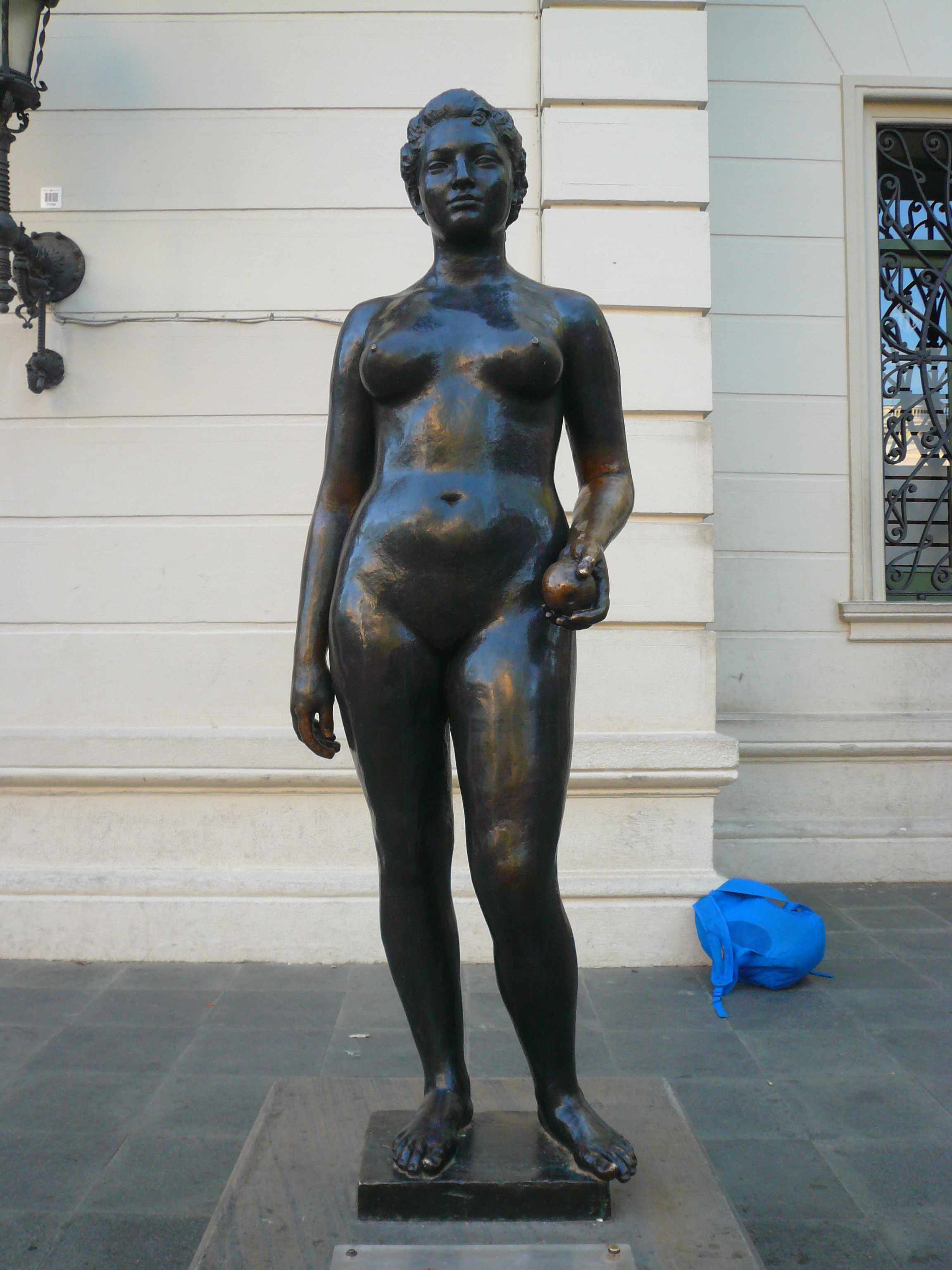
«Помона» (1938), Барселона (на теперішньому місці встановлена 1997)

Навчався малюванню з Жузепом Бергою в Улоті і скульпутрі у Тулузькій школі витончених мистецтв. У 1900 році поїхав у Париж, де зазнав впливу Огюста Родена і Антуана Бурделя і подружився з Іседорою Дункан. У 1906 році відвідав Лондон і Рим, де познайомився мармурами Парфенона і творами Мікеланджело. Зазнавши впливу Еухеніо д'Орса та Арістада Майоля, став одним із лідерів культурного руху новесентизм. 
У 1925 році удостоєний головного призу (гран-прі) Всесвітньої виставки в Парижі за модель «Пам'ятника каталонським добровольцям». У 1929 році нагороджений медаллю пошани на Всесвітній виставці в Барселоні за скульптуру «Відпочинок», і головним призом на Іспано-американському бієнале в 1954 році за скульптуру «Помона». Подорожував Сполученими Штатами і Грецією, а в 1932 році зрештою оселився в Барселоні, де продовжував працювати після громадянської війни в Іспанії і отримав декілька офіційних замовлень. 
Після смерті, його будинок і майстерня в Барселоні в районі Трес Торрес були перетворені в музей. Однак, у 2000 році, його твори були переміщені до Національного музею мистецтва Каталонії (зберігаються частково в Барселоні і частково в Улоті, у місці, де він народився).